# Second Story Sunlight
Second Story Sunlight (en français, Soleil au balcon ou Lumière du soleil au deuxième étage) est une peinture à l'huile sur toile réalisée l'artiste américain Edward Hopper en 1960 et conservée depuis son acquisition au Whitney Museum of American Art de New York. 

## Description
Réalisé à Truro dans son atelier de Cap Cod du 25 août au 15 septembre 1960, le tableau représente deux femmes d'âges différents sur le balcon du deuxième étage d'une maison  au pignon blanc, suivie d'un bâtiment identique sans balcon, mais à galerie à toiture rouge, le tout sur fond  d'un « ciel bleu sans histoire » et d'arbres verts « avec éclats de lumière froide sur les troncs ». C'est un souhait de Hopper que de ne pas insérer de pigments jaunes pour représenter « la lumière du soleil aussi blanche que possible ».
La femme plus âgée lit un journal tandis que la jeune femme est assise sur la balustrade, regardant au loin conformément à la solitude exprimée dans nombre de tableaux de Hopper. La femme de Hopper, Jo, aurait posé pour les deux personnages, ce qui est contesté par les voisines du couple, Marie Stephens sa fille adolescente Kim au vu du jeune buste avantageux de celle-ci. James Thomas Flexner (en) y voit une allégorie, l'hiver (sur la gauche du tableau) et le printemps (sur la droite), mais aussi entre la vie et la mort, sans qu'elle n'ait jamais été confirmée par le peintre.
Hopper la décrit comme suit : « Une belle, fringante mais sans style tapageur. Agneau déguisé en loup. ».
D'après  John Wilmerding (en) professeur d'art et collectionneur, le premier terme du titre (« Second ») suggère un double sens visuel et verbal : étages supérieurs de deux maisons à pignons, le balcon au premier plan où sont assises deux femmes de générations différentes, introduisant ainsi une deuxième histoire personnelle.